# Анн-Марі Давід
Анн-Марі Давід (фр. Anne-Marie David, нар. 23 травня 1952, Арль, Франція) — французька співачка, переможниця конкурсу пісні Євробачення-1973.

## Кар'єра
Розпочала свою музичну кар'єру з ролі Марії Магдалини у французькій версії мюзиклу «Ісус Христос — суперзірка».
У 1972 брала участь у французькому національному відборі до Євробачення, але не пройшла його. Представляючи Люксембург, стала переможцем конкурсу Євробачення-1973, виконавши композицію «Tu te reconnaîtras». Після перемоги на конкурсі жила в Туреччині, записавши там альбом та отримавши кілька музичних нагород.
Знову брала участь у конкурсі Євробачення-1979, цього разу представляючи Францію з піснею «Je suis l'enfant soleil», і зайняла 3-є місце. Таким чином, вона належить до вузького кола виконавців, що представляли на Євробаченні дві різних держави.
У 1982—1983 продовжила свою музичну кар'єру в Норвегії, Однак, згодом покинула сцену, обравши самотній спосіб життя в одному з французьких сіл. Знову з'явилася на сцені в 2005 під час телешоу Congratulations, присвяченого 50-річчю конкурсу Євробачення. Разом з німецькою поп-виконавицею Мейв О'Рік вона випустила сингл-повернення «International» наприкінці 2015 року, який був рекомендований Song Contest Consulting як номінація від Австрії, Німеччини та Сан-Марино на пісенний конкурс Євробачення 2016.